# Ara Fluctus
L'Ara Fluctus è una struttura geologica della superficie di Titano.